# 楠地区
楠地区（くすちく）は、三重県四日市市の地区の一つ。2005年に四日市市に編入された三重郡楠町の町域にあたり、四日市市役所楠地区市民センターの管轄区域である。

## 概要
- 地区全体が鈴鹿川河口部のデルタ地帯であり、海岸部に漁村、内陸部は水田が広がっている。
- 東洋紡績富田工場誘致と平田紡績創設の大正時代富洲原町の三重紡績毛糸産業関係者の産業革命都市の富洲原を模範として楠町地域は東洋紡績楠工場と東亜紡織楠工場の2大毛糸紡績工場都市として産業革命に成功した。楠町として単独独立していた当時の地方自治体の楠町地域は小学校及び公立中学校の給食制度の充実と平成初期にテニス試合の中学校テニス大会可能の町営公園を整備した。
- 昭和初期に楠村会議員・楠村長・楠町長を歴任した地方政治家の岡田武兵衛によって「工業立村」をスローガンに工業化政策が実施された。
- 合併の不利益として四日市市議会の市議会議員選出の優遇措置や中学校給食制度の廃止などがあり四日市市から分離独立して分村化した分町の議論がある。
- 海軍第二燃料廠をはじめ多くの工場群を擁した四日市地域の一部である楠町地域は、アメリカ軍の重要攻撃目標とされた。三重郡楠町（楠地区）の東洋紡績楠工場及び東亜紡織楠工場周辺の住宅密集地の小倉地区、本郷地区と南五味塚・北五味塚が米軍による小規模な空襲で攻撃された。四日市空襲で楠町も攻撃被害地域となり、日永地区の仏教寺院も攻撃対象となったが、四日市でも聖武天皇関係の仏教寺院が多い地域は宗教的に特別な意味がある理由から空襲候補地から除外された。

### 紡績産業と酒造の産業都市
地場産業である宝酒造（宝ホールディングス）と三重製網の2つの中工場と、2大紡績である東洋紡績楠工場（平成11年度に東洋紡績楠工場と中川原の三重工場が統合して中川原に東洋紡テクノウールが設立。
2002年（平成14年）に4分社化して東洋紡三重楠工場医療用具製造センター（楠工場）・東洋紡ロジスティク楠（物流事業・倉庫事業）・東洋紡ミシン糸・東洋紡実業（給食事業）） の東洋紡グループと東亜紡織楠工場（トーア紡マテリアル四日市工場）が立地した。

## 地理

### 面積
- 面積は7.76 km2

## 歴史

### 沿革
- 三重郡楠村が1889年（明治22年）に成立
- 三重郡楠町が1940年（昭和15年）に成立
- 2005年（平成17年）の平成の大合併で四日市市に編入される。